# São Vicente de Pereira Jusã
São Vicente de Pereira Jusã is een plaats (freguesia) in de Portugese gemeente Ovar en telt 2400 inwoners (2001).